# Генте, Арнольд
Арнольд Генте (англ. Arnold Genthe, 8 января 1869 года, Берлин — 9 августа 1942 года, Нью-Йорк) — американский фотограф немецкого происхождения, мастер документальной и жанровой фотографии. Известен своими фотографиями китайского квартала Сан-Франциско, землетрясением в Сан-Франциско (1906), портретами известных людей своего времени, серией фотографий с обнажёнными танцовщицами.

## Биография

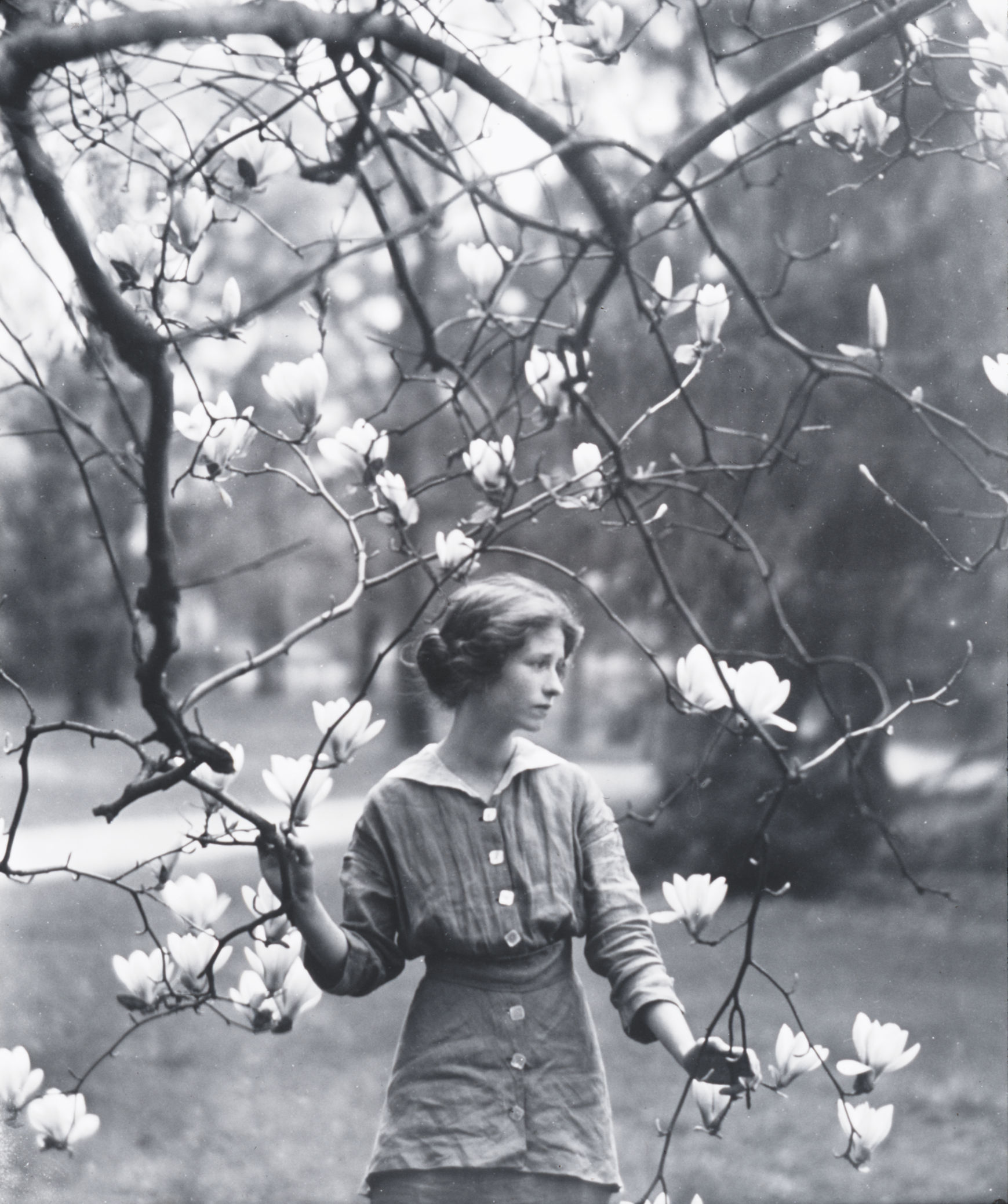
Портрет Эдны Сент-Винсент Миллей. 1914

Арнольд Генте родился в Берлине (Пруссия), в семье Луизы Зобер и Германа Генте, профессора латыни и греческого языка в Берлине. Пошёл по стопам своего отца, став учёным с классическим образованием; в 1894 году Генте получил степень доктора филологии в Йенском университете. В то время был знаком с художником Адольфом Менцелем (двоюродным братом его матери).
После эмиграции в Сан-Франциско в 1895 году, самостоятельно обучился технике фотографии. Занимался городской пейзажной фотографией.
Снимал местных жителей, от детей до наркоманов. Сохранилось около двухсот снимков китайского квартала, которые теперь представляют единственные известные фотоизображения местности до землетрясения 1906 года.
После публикации в прессе ряда его фотографий в конце 1890-х годов, Генте получил возможность открыть собственную портретную студию. В числе его клиентов были Нэнс О’Нил, Сара Бернар, Нора Мэй Френч и Джек Лондон.
В 1904 году Генте путешествовал по Западной Европе и Танжеру, в компании акварелиста Фрэнсиса МакКомаса.
В 1911 году Арнольд Генте переехал в Нью-Йорк, где прожил до своей смерти от сердечного приступа в 1942 году. Занимался, в основном, портретной съёмкой. В числе прочих ему позировали: Теодор Рузвельт, Вудро Вильсон и Джон Д. Рокфеллер. Значительно способствовали его карьере фотографа удачная портретная серия Греты Гарбо. Также он фотографировал танцоров, в том числе Анну Павлову, Айседору Дункан, Одри Мансон, Хелен Моллер и Рут Сен-Дени. Известная серия фотографий Генте была представлена в книге «Книга танца» (The Book of the Dance. 1916).

## Автохромы
Генте был одним из первых фотографов, кто начал использовать автохромный процесс для получения цветных фотографий. Он начал экспериментировать с этим процессом в 1905 году в Кармеле (Калифорния). Генте заявлял о себе как об авторе первой выставки цветных фотографий в Америке (позднее исследователи установили, что это не вполне верно, но несомненно, что он был одним из первых). Его автохромы включают портреты, обнажённое женское тело, показанное в движении, и пейзажи.

## Библиография

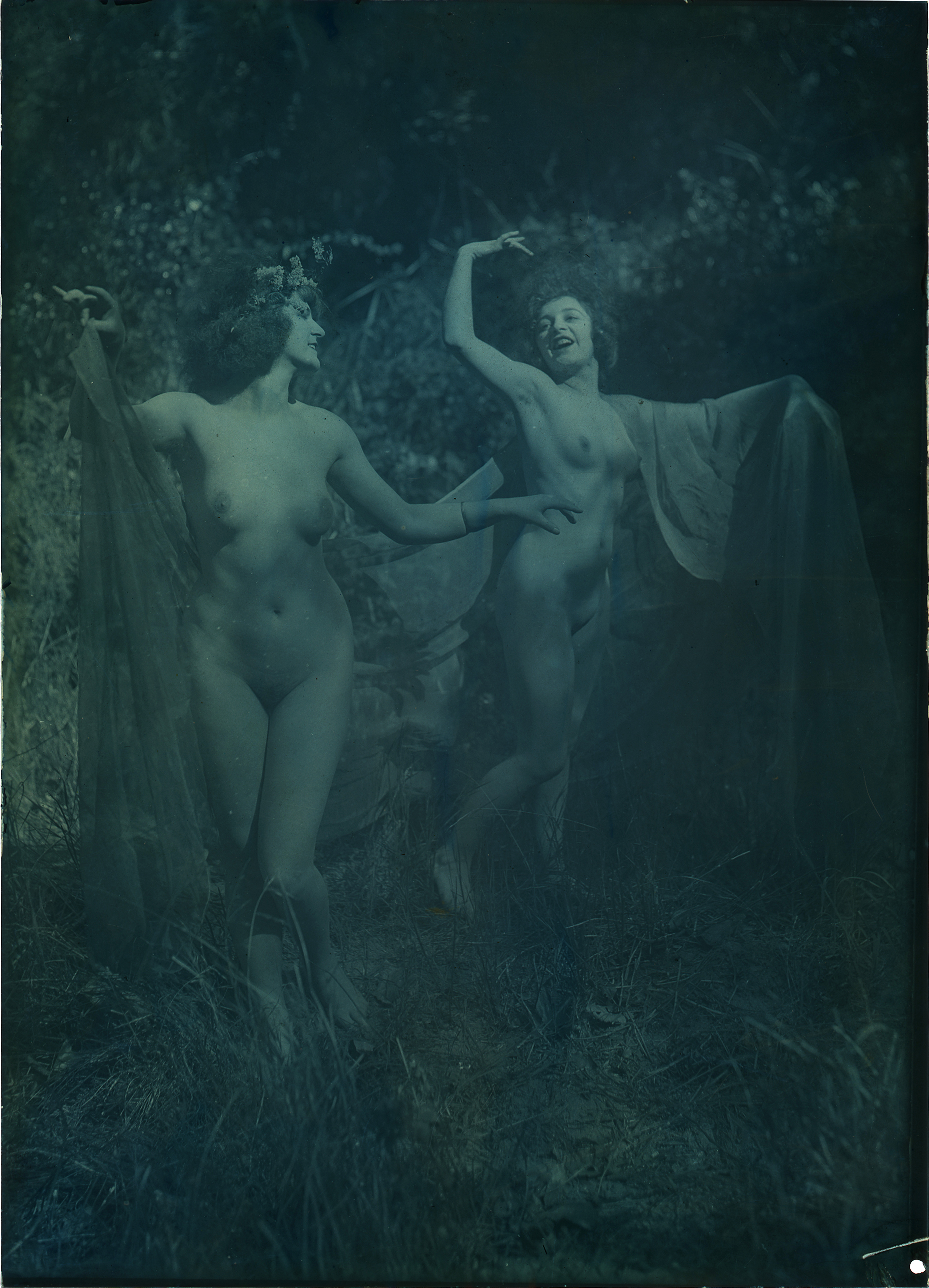
Ночные танцовщицы (танцевальный перформанс Хелен Моллер с ученицей), 1900-е

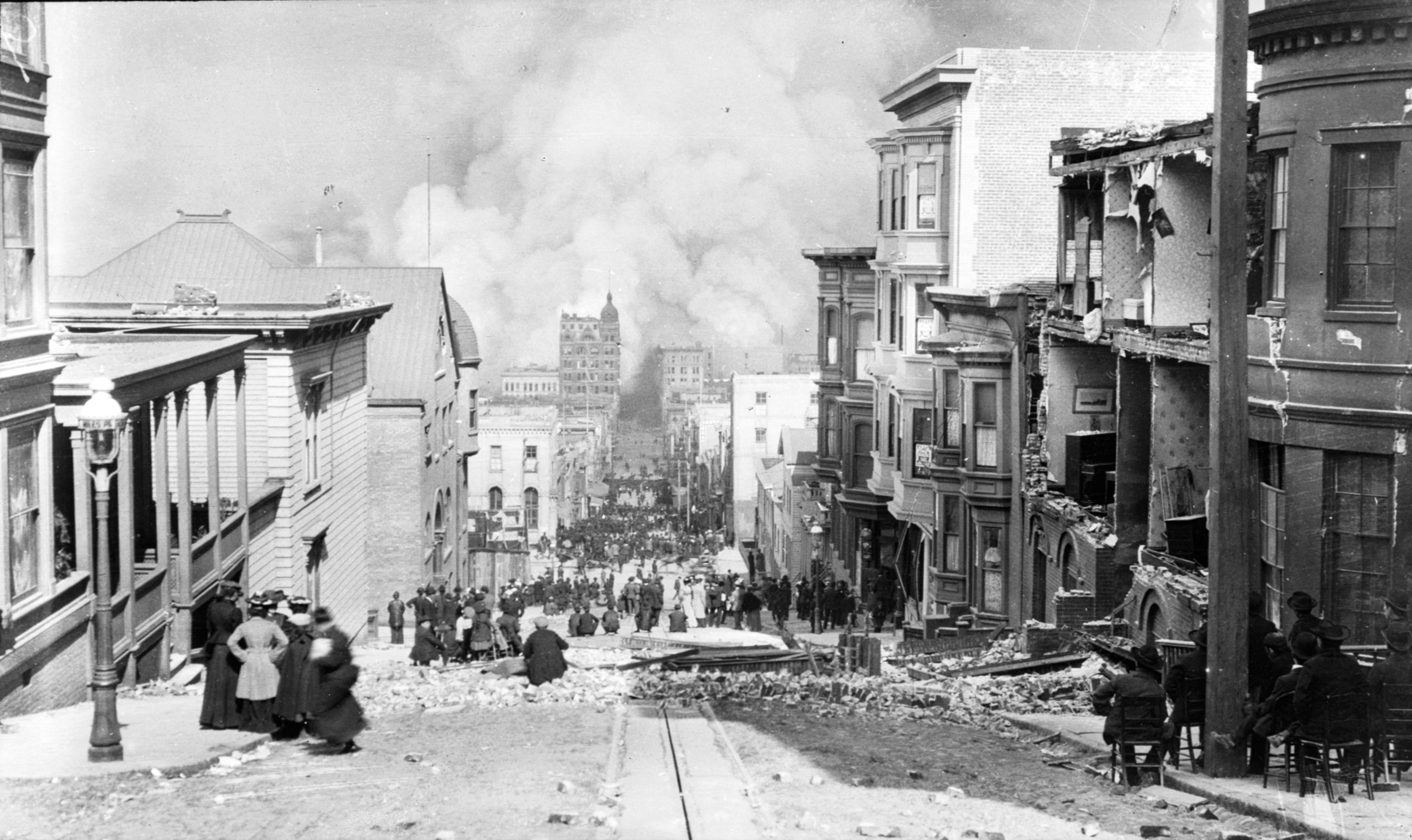
Землетрясение в Сан-Франциско, 1906